# Jean Jérôme Hamer
Jean Jérôme Hamer, (ur. 1 czerwca 1916 w Brukseli zm. 2 grudnia 1996 w Rzymie) – belgijski duchowny katolicki, kardynał, prefekt Kongregacji ds. Instytutów Życia Konsekrowanego i Stowarzyszeń Życia Apostolskiego.

## Życiorys
W wieku 18 lat wstąpił do nowicjatu Zakonu Kaznodziejskiego, studiował filozofię i teologię w dominikańskim studium w La Sarte, później w Leuven. Po przyjęciu święceń kapłańskich 3 sierpnia 1941 roku przez 18 lat wykładał teologię dogmatyczną, fundamentalną i eklezjologię na uczelniach dominikańskich w Belgii i Francji oraz na rzymskim Uniwersytecie św. Tomasza z Akwinu. Brał udział w pracach Soboru Watykańskiego II jako ekspert Sekretariatu ds. Jedności Chrześcijan. Krótko potem został mianowany sekretarzem pomocniczym tegoż Sekretariatu, a od roku 1969 był jego sekretarzem. Paweł VI mianował go 14 czerwca 1973 roku arcybiskupem tytularnym Lorium i sekretarzem Kongregacji Nauki Wiary i sprawował tę funkcję do 8 kwietnia 1984 roku, gdy został mianowany proprefektem Kongregacji ds. Zakonów i Instytutów Świeckich. Jan Paweł II wyniósł go do godności kardynalskiej z tytułem diakona San Saba na konsystorzu 25 maja 1985 roku. 21 stycznia 1992 roku Jan Paweł II przyjął rezygnację z funkcji prefekta Kongregacji ds. Instytutów Życia Konsekrowanego i Stowarzyszeń Życia Apostolskiego.